# Mikuláš z Kadaně
Mikuláš z Kadaně (1350, Kadaň – 1419, Praha) byl hodinář českého středověku, rodák z královského města Kadaně v severozápadních Čechách, od 70. let 14. století působil v Praze jako královský hodinář. Kolem roku 1381 se stal měšťanem Starého Města pražského, v roce 1410 sestrojil podle výpočtů profesora astronomie na pražské univerzitě Jana Šindela staroslavný Staroměstský orloj v Praze. Zemřel patrně roku 1419.
Dne 15. září 2010 mu byla na radniční věži v Kadani odhalena bronzová pamětní deska.